# 정신화
정신화(mentalization)는 심리학에서 겉으로 드러나는 행동을 기반으로 자신이나 타인의 정신 상태(mental state)를 이해하는 능력을 말한다.
정신화는 상상적 정신 활동의 한 형태로, 욕구, 바람, 감정, 신념, 목적, 목표, 이유 등 의도적 정신 상태라는 측면에서 인간의 행동을 인지하고 해석하게 한다. "오해의 이해(understanding misunderstanding)"라고도 지칭된다. 데이비드 왈린(David Wallin)은 "사고에 관한 사고(Thinking about thinking)"라고 하였다. 정신화는 자동적으로 혹은 의식적으로 발생할 수 있다. 정신화 능력(mentalization ability) 혹은 정신화하기(mentalizing)는 강렬한 정서에 의해 약화된다.

## 배경
광의의 마음이론(theory of mind)이 최소한 데카르트 이래로 계속해서 탐색되어 왔다. 반면, 정신화라는 것은 1960년대 정신분석학 문헌에서 출발했으며, 1983년 하인츠 비머(Heinz Wimmer)와 요제프 페르너(Josef Perner)가 아동이 언제부터 잘못된 믿음(false belief)을 이해할 수 있는지를 조사하는 실험을 처음으로 수행하였을 때, 실험적 연구가 시작되었다. 이 실험은 펀치와 주디(Punch and Judy) 장면에 대한 대니얼 데닛의 해석에 의해 영감을 받았다.
1990년대 초, 사이먼 배런코언(Simon Baron-Cohen)과 우타 프리트(Uta Frith)가 비머와 페르너 연구에 근거하고, 다른 연구자들이 자폐증과 조현병에 기반한 심리학적 생물학적 기제 연구와 결합하면서, 이 분야는 다양화되었다. 이에 동반하여 피터 포나지(Peter Fonagy)와 동료들은 애착(attachment) 관계의 맥락에서 발달 정신병리학에 적용하였지만 실패하였다. 더욱 최근에는 일부 아동 정신 건강 연구자들, 예를 들어 아리에타 슬레이드(Arietta Slade), 존 그리넌버거(John Grienenberger), 얼리샤 리버먼(Alicia Lieberman), 대니얼 셱터(Daniel Schechter), 수잔 코아테스(Susan Coates)는 정신화를 부모 양육 연구와 부모, 영아, 아동의 임상적 개입에 모두 적용시켰다.

## 의의
정신화는 애착 이론(attachment theory)과 자아발달(self-development)에 의의가 있다. 피터 포나지에 의하면, 신체적 학대, 정신적 학대, 성적 학대 등으로 인하여 발생한 혼란 애착 유형(disorganized attachment style)의 사람들은 정신화 능력 발달에 어려움이 더 크다고 하였다. 애착의 내력은 한 사람의 정신화 능력의 강도를 일부 결정하기도 한다. 안정 애착 유형(secure attachment style)의 사람들은 보다 복잡하고 다양한 정신화 능력을 가진 주요 양육자가 있었을 가능성이 높다. 그 결과 이런 아동들은 자기 자신과 타인의 정신 상태를 표상(represent)할 줄 아는 능력이 더욱 탄탄하다. 아동기 초기 정신화에 노출된 경험은 심리사회적인 역경으로부터 보호할 수 있다. 어렸을 적 부모의 진솔한 정신화는 아동 자신에게 있어 정신화 능력 발달을 길러준다. 또한 부모의 진솔한 정신화는 아동 학습에도 도움을 준다. 아이가 의도를 갖는 주체(agent)로서 보여진다고 느낄 때, 이들은 이에 따라 그에 반응한다고 느낀다. 이는 인식에 관한 신뢰를 향상시키고, 일종의 타고난 교육학의 형태로서 아이의 학습을 촉발한다. 이는 아이의 학습 자질을 증진한다. 이 이론은 더 많은 실험적 지지가 필요하다.

## 연구
정신화 혹은 더 나은 정신화하기는 다양한 방식으로 측정 가능한 여러 국면을 가지고 있다. 부모 정신화(Parental Mentalization)에 있어 가장 유명한 방식은 부모 정신화 상담(Parental Development Interview, PDI)이다. 45개 문항의 준구조적 상담(semi-structured interview)으로, 부모의 아동에 대한 표상(representation), 부모 자신의 부모로서의 표상, 아이와의 관계에 대한 표상을 조사한다. 부모 정신화의 효과적인 자기 보고 측정은 부모 반영 기능 설문(Parental Reflective Functioning Questionnaire, PRFQ)으로, 패트릭 루이텐(Patrick Luyten)과 동료들이 개발한 것이다. PRFQ는 간단하고 다차원적인 부모 반영 기능 (정신화)를 측정하는 것이다. 사회경제적으로 광범위한 범위의 부모들에게 적용하기 쉽도록 구상되었다. 이 설문은 대규모 실험군 연구에 있어 스크리닝 도구로 사용되기 추천하며, PDI나 관찰기반 측정과 같은 보다 포괄적인 측정법을 대체하고자 한 것이 아니다.

## 네 개의 차원
미국정신의학협회(American Psychiatric Association)의 Handbook of Mentalizing in Mental Health Practice에 의하면, 정신화는 네 개의 척도나 차원에서 발생한다. 그것은 자동/통제(Automatic/Controlled), 자아/타자(Self/Other), 내면/외면(Inner/Outer), 인지적/정서적(Cognitive/Affective)이다.
각 차원은 균형적 혹은 불균형적 방식으로 훈련될 수 있지만, 효과적인 정신화는 네 가지 차원을 아우르는 균형잡힌 관점을 요구한다.
1. 자동/통제(Automatic/Controlled) : 자동적 혹은 내포적(implicit) 정신화는 반영이 없는 신속한 과정이다. 의식적인 노력이나 주입이 거의 필요 없다. 반면 통제 혹은 외포적(explicit) 정신화는 느리고 노력을 들여야 하며, 완벽한 인지를 요구한다.[19] 균형잡힌 인격에서, 대화나 사회적 배경에서 오해가 발생하였을 때, 이를 바로잡고자 자동에서 통제로 넘어가는 것이 발생한다.[20] 자동 정신화로부터의 이동이 불가능하면 단순하고 일방적인 세계관을 만든다. 특히 감정이 고조되었을 때 그러하다. 반대로 통제 정신화로부터 떠나는 것이 불가능하면, 무겁고(heavy) 끝없이 생각하는 모드에 갇히게 된다.[21]
2. 자아/타자(Self/Other) : 이는 개인의 정신 상태에 관한 정신화 능력뿐만 아니라 타인에 대한 것을 말한다.[22] 양자간 균형이 깨지면 자아나 타자 둘 중 하나만을 지나치게 강조한다.[23]
3. 내면/외면(Inner/Outer) : 외부 조건에 대한 지나친 강조, 개인의 감정 및 경험에 대한 무시로부터 문제가 발생할 수 있다.[23]
4. 인지적/정서적(Cognitive/Affective) : 두 차원이 모두 개입할 때에 균형이 맞춰진다. 반대로 일방적 사고에 대한 과도한 확실성, 혹은 감정의 홍수로 인하여 사고가 압도될 수 있다.[24]

## 같이 보기
- AMBIT (Adolescent Mentalization-Based Integrative Treatment)
- 정신화 기반 치료(Mentalization based treatment)
- 메타인지(Metacognition)
- 정신대리증(Psychic equivalence)
- 사회인지(Social cognition)

## 더 읽어보기
- Apperly, I. (2010). Mindreaders: The Cognitive Basis of "Theory of Mind". Hove, UK: Psychology Press.
- Doherty, M.J. (2009).  Theory of Mind: How Children Understand Others' Thoughts and Feelings. Hove, UK: Psychology Press.